# Neue deutsche Filmgesellschaft
Neue deutsche Filmgesellschaft (Ndf) est une société de production de cinéma et de télévision allemande.

## Histoire
La société est fondée en 1947 par le réalisateur Harald Braun, le scénariste Jacob Geis et l'avocat Wolf Schwarz. Le film Entre hier et demain est sa première production.
En 2003, elle reprend son indépendance du groupe Kirch grâce aux entrepreneurs Claudia Sihler-Rosei et Hansjörg Füting, le scénariste Michael Baier et les héritiers de Wolf Schwarz.

## Filmographie
Cinéma
- 1947 : Entre hier et demain
- 1949 : Nachtwache
- 1954 : Feu d'artifice
- 1956 : Régine
- 1955 : Ciel sans étoile
- 1957 : Monpti
- 1957 : Un petit coin de paradis
- 1978 : Die erste Polka
- 1988 : African Timber
- 1996 : Der kalte Finger
- 1996 : Die Musterknaben
- 1997 : Das Mambospiel
- 1999 : Drei Chinesen mit dem Kontrabass
- 2001 : Outriders
- 2003 : Derrick – Die Pflicht ruft
- 2004 : Felix – Ein Hase auf Weltreise
- 2004 : Derrick – Die Pflicht ruft!
- 2005 : Der Mondbär
- 2006 : Felix 2: – Der Hase und die verflixte Zeitmaschine
- 2007 : Fleisch ist mein Gemüse
- 2009 : Prinzessin Lillifee
- 2010 : Tiger-Team – Der Berg der 1000 Drachen

Téléfilms
- 1987 : Herbst in Lugano
- 1989 : Der Unschuldsengel
- 1992 : Böses Blut
- 1992 : Vier Frauen sind einfach zuviel
- 1993 : Alles außer Mord – Der Mann im Mond
- 1993 : Alles außer Mord – Der Name der Nelke
- 1993 : Alles außer Mord – Frau ohne Gesicht
- 1993 : Alles außer Mord – Wer Gewalt sät…
- 1993 : Der rote Vogel
- 1993 : Der Truthahn
- 1993 : Die Bombe tickt
- 1993 : Gefangene Liebe
- 1993 : Wo das Herz zu Hause ist
- 1994 : Alles außer Mord – Blutiger Ernst
- 1994 : Alles außer Mord – Das Kuckucksei
- 1994 : Alles außer Mord – Marion Nr. 5
- 1994 : Alles außer Mord – Tödlicher Irrtum
- 1994 : Alles außer Mord – Wahnsinn mit Methode
- 1994 : Alles außer Mord – Y.?17
- 1994 : Nur der Sieg zählt
- 1994 : Tödliches Geld – Das Gesetz der Belmonts
- 1995 : Alles außer Mord – Hals über Kopf
- 1996 : Alles außer Mord – Blackout
- 1996 : Alles außer Mord – Das blonde Gift
- 1996 : Alles außer Mord – Hals über Kopf
- 1996 : Alles außer Mord – Todkäppchen
- 1996 : Amerika
- 1996 : Der Kalte Finger
- 1996 : Le Combat des reines
- 1997 : A Further Gesture
- 1997 : Der Neffe
- 1997 : Die Chaos Queen
- 1997 : Freier Fall
- 1997 : Kind zu vermieten
- 1997 : Koma – Lebendig begraben
- 1997 : Polizeiruf 110: Der Tausch
- 1997 : Polizeiruf 110: Heißkalte Liebe
- 1997 : Sophie – Schlauer als die Polizei erlaubt
- 1997 : Une femme sur mesure
- 1998 : Das Böse
- 1998 : Belle de nuit
- 1999 : Die Musterknaben 2
- 1999 : Cahiers intimes
- 1999 : Cahiers intimes 2
- 2000 : Kinderraub in Rio
- 2000 : Cahiers intimes 3
- 2000 : Cahiers intimes 4
- 2001 : Bronski und Bernstein
- 2001 : Die achte Todsünde: Gespensterjagd
- 2001 : Klaras Hochzeit
- 2002 : Die achte Todsünde: Toskana-Karussell
- 2002 : Briefe von Felix – Ein Hase auf Weltreise
- 2002 : Mariage de rêve
- 2002 : Ich bring Dich hinter Gitter
- 2002 : Mama und ich
- 2002 : Total Romance
- 2002 : Total Romance 2
- 2002 : Terre perdue
- 2003 : Die Geisel
- 2003 : Die Kirschenkönigin
- 2003 : Treibjagd
- 2004 : Marga Engel gibt nicht auf
- 2005 : Fünf Sterne
- 2005 : Jetzt erst recht!
- 2005 : Mutter aus heiterem Himmel
- 2006 : Die Verlorenen
- 2006 : Quand la vie recommence
- 2006 : Mutterglück
- 2006 : Zwei Ärzte sind einer zu viel
- 2007 : Aux couleurs de l'arc-en-ciel
- 2007 : Les Miracles de Mirella
- 2009 : Die Blücherbande
- 2009 : Die Rebellin
- 2015 : Sibel & Max

Séries télévisées
- 1988 : Das Erbe der Guldenburgs
- 1989-2013: Une famille en Bavière
- 1990 : Unter einem Dach
- 1991-1992 : Die Eisprinzessin
- 1992-1998 : Der Bergdoktor
- 1992-2001 : Freunde fürs Leben
- 1992-1995 : Schloß Hohenstein
- 1992 : Vater braucht eine Frau
- 1993–2007 : Adelheid und ihre Mörder
- 1993 : Verliebt, verlobt, verheiratet
- 1994 : Alles Glück dieser Erde
- 1994-1998 : Der König
- 1994-1995 : Um die 30
- 1995-2001 : Alle meine Töchter
- 1995 : Wilde Zeiten
- 1997 : Katrin ist die Beste
- 2000-2005 : Samt und Seide
- 2001-2005 : Blind Date
- Depuis 2002 : Um Himmels Willen
- Depuis 2008 : Der Bergdoktor

## Source de traduction
- (de) Cet article est partiellement ou en totalité issu de l’article de Wikipédia en allemand intitulé « Rialto Film » (voir la liste des auteurs).